# Liste der Naturdenkmäler in Wien/Penzing
Die Liste der Naturdenkmäler in Wien/Penzing listet alle als Naturdenkmal ausgewiesenen Objekte im 14. Wiener Gemeindebezirk Penzing auf.

## Naturdenkmäler
| Foto |                 | Name | ID  | Standort                                                                                       | Beschreibung | Fläche | Datum      |
| ---- | --------------- | --- | --- | ---------------------------------------------------------------------------------------------- | --- | ------ | ---------- |
| 1    | Datei hochladen | Stieleiche (Quercus robur) | 8   | Wien, Linzer Straße 459 KG: Hütteldorf GrStNr: 909/1 Standort                                  | Die Stieleiche (Quercus robur) ist eines der bemerkenswertesten Naturdenkmäler Wiens. |        | 15.12.1936 |
| 1    | Datei hochladen | Waldfläche und verschiedene Einzelbäume | 27  | Wien, Dehnepark KG: Hütteldorf GrStNr: 189/2, u. a. Standort                                   | → Hauptartikel : Dehnepark f1 |        | 11.05.1937 |
| 1    | Datei hochladen | Baumgruppe aus Fichten, Föhren und Feldahornen sowie 1 Platane                                                                             | 30  | Wien, Bujattigasse 13 KG: Hütteldorf GrStNr: 298/1 Standort                                    | Die geschützte Baumgruppe besteht aus zwei Gemeinen Fichten (Picea abies), einer Ahornblättrigen Platane (Platanus x hybrida), vier Rotföhren (Pinus sylvestris) und zwei Feldahorn (Acer campestris). |        | 21.05.1937 |
| 1    | Datei hochladen | Platane (Platanus x hybrida) | 46  | Wien, Linzer Straße 448 KG: Hütteldorf GrStNr: 352/3 Standort                                  | Die Ahornblättrige Platane (Platanus x hybrida) wurde aufgrund ihrer „Schönheit“ (gute Formbildung), ihrer Seltenheit und ihres Wuchses unter Schutz gestellt. |        | 04.11.1937 |
| 1    | Datei hochladen | Stieleiche (Quercus robur) | 52  | Wien, Hüttelbergstraße 26 KG: Hütteldorf Standort                                              | Das amtliche Ermittlungsverfahren hat ergeben, dass die als schutzwürdig erklärte Stieleiche auf dem Grundstück der Villa Wagner I mit einem Stammumfang von 4,60 m infolge ihrer Schönheit (prachtvolle Form) und ihrer Seltenheit (einige Jahrhunderte alt) eine der schönsten Eichen auf dem Wiener Boden darstellt und daher erhaltungswürdig ist. Es soll sich bei dieser 1000jährigen Eiche um die älteste Eiche Wiens handeln. |        | 18.11.1937 |
| 1    | Datei hochladen | Weißkiefer (Pinus sylvestris) | 61  | Wien, Anzbachgasse 31 KG: Hütteldorf GrStNr: 356/12 Standort                                   | Die Weiß-Kiefer (Pinus sylvestris) wurde wegen ihrer „prächtigen“ Kronenentwicklung und infolge ihrer Seltenheit unter Schutz gestellt. Ursprünglich waren auf dem Grundstück weitere Bäume geschützt. |        | 02.03.1938 |
| 1    | Datei hochladen | Baumgruppe | 63  | Wien, Bujattigasse 15A KG: Hütteldorf Standort                                                 | Die geschützte Baumgruppe besteht aus zwei Spitzahorn (Acer platanoides), einer Ahornblättrigen Platane (Platanus x hybrida), einer Weiß-Kiefer (Pinus strobus) und drei Europäischen Lärchen (Larix decidua).Anmerkung: PDF-Liste weicht von Beschreibung im Stadtplan ab |        |            |
| 1    | Datei hochladen | Geologischer Aufschluss | 116 | Wien, Spiegelgrundstraße KG: Hütteldorf Standort                                               | Der geologische Aufschluss befindet sich vor und gegenüber der Adresse Spiegelgrundstraße 3. Es handelt sich um vulkanisches Gestein, einen Pikritgang im Flysch, der eine petrografische Rarität in Wien darstellt.Anmerkung: Der Aufschluss erstreckt sich über die Bezirke Ottakring und Penzing. |        |            |
| 1    | Datei hochladen | Schwarzkiefer (Pinus nigra) | 140 | Wien, Schleusenstraße 3 KG: Hadersdorf GrStNr: 39/7 Standort                                   | Die Schwarzkiefer (Pinus nigra) wurde aufgrund ihrer Eigenart und des besonderen Gepräges der umgebenden Landschaft unter Schutz gestellt. |        | 09.04.1936 |
| 1    | Datei hochladen | 2 Bergahorn (Acer pseudoplatanus) | 192 | Wien, Linzer Straße 429 KG: Hütteldorf GrStNr: 422/1 Standort                                  | Die beiden Berg-Ahornbäume (Acer pseudoplatanus) befinden sich zusammen mit zahlreichen weiteren Naturdenkmälern in der Parkanlage des Miller-von-Aichholz-Schlössels. |        | 04.09.1941 |
| 1    | Datei hochladen | 2 Schwarzkiefern (Pinus nigra) | 198 | Wien, Linzer Straße 429 Standort                                                               | |        |            |
| 1    | Datei hochladen | 2 Alleen | 200 | Wien, Linzer Straße 429 Standort                                                               | |        |            |
| 1    | Datei hochladen | 7 Schwarzkiefern (Pinus nigra) | 204 | Wien, Dr. Heckmann-Straße 10E Standort                                                         | |        | 04.09.1941 |
| 1    | Datei hochladen | Esche (Fraxinus excelsior) | 332 | Wien, Dehnegasse 9–11, im Rosenbach KG: Hütteldorf Standort                                    | Die Gemeine Esche (Fraxinus excelsior) steht direkt am Ufer des Rosenbachs. |        | 16.11.1942 |
| 1    | Datei hochladen | Schwarzkiefer (Pinus nigra) | 353 | Wien, Isbarygasse 2 KG: Hütteldorf GrStNr: 73/1 Standort                                       | |        | 03.05.1946 |
| 1    | Datei hochladen | Waldbestand | 359 | Wien, Hütteldorfer Friedhof, Zugang über Mondweg KG: Hütteldorf GrStNr: 370/1, 781/18 Standort | Im Zuge des Ersten Weltkrieges wurden auf dem Wolfersberg große Flächen gerodet und in der Folge die Südseite verbaut. Der verbliebene aus Hain- und Rotbuchen, sowie aus Sommereichen bestehende Wald wurde 1946 zum Naturdenkmal erklärt. |        | 28.06.1946 |
| 1    | Datei hochladen | Schwarzpappel (Populus nigra) | 392 | Wien, Hackinger Straße 13 KG: Oberbaumgarten GrStNr: 258/35 Standort                           | Die Schwarzpappel (Populus nigra) wies zum Untersuchungszeitpunkt einen Kronendurchmesser von 20 m, eine Höhe von 21 m und einen Brusthöhenumfang von 3 m auf. |        | 04.06.1952 |
| 1    | Datei hochladen | Platane (Platanus x hybrida), Schwarzkiefer (Pinus nigra)                                                                                  | 422 | Wien, Mauerbachstraße 41 Standort                                                              | |        |            |
| 1    | Datei hochladen | Sommerlinde (Tilia platyphyllos) | 426 | Wien, Mauerbachstraße 34 KG: Hadersdorf GrStNr: 12/2 Standort                                  | Die Sommer-Linde (Tilia platyphyllos) wies zum Untersuchungszeitpunkt einen Brustumfang von 3,90 m, eine Höhe von etwa 25 m und einen Kronendurchmesser von 15 m auf. |        | 12.05.1955 |
| 0 BW | Datei hochladen | Riesenlebensbaum (Thuja plicata), Fichte (Picea abies), Pyramideneiche (Quercus robur „Fastigiata“), Rosskastanie (Aesculus hippocastanum) | 431 | Wien, Mauerbachstraße 36 KG: Hadersdorf GrStNr: 11/1 Standort                                  | Die vier Bäume, ein Riesen-Lebensbaum (Thuja plicata), eine Gemeine Fichte (Picea abies), eine Säuleneiche bzw. Pyramideneiche (Quercus robur „Fastigiata“), und eine Gewöhnliche Rosskastanie (Aesculus hippocastanum) wurden aufgrund der Schönheit ihres Wuchses aus und ihrer Ortsbildwirkung geschützt. |        | 07.06.1955 |
| 0 BW | Datei hochladen | Fichte (Picea abies), Schwarzkiefer (Pinus nigra), Winterlinde (Tilia cordata)                                                             | 432 | Wien, Mauerbachstraße 38 Standort                                                              | |        |            |
| 1    | Datei hochladen | Eibe (Taxus baccata) | 438 | Wien, Baumgartenstraße 81 Standort                                                             | |        |            |
| 1    | Datei hochladen | Rosskastanienallee | 529 | Wien, Hofjägerstraße Standort                                                                  | |        |            |
| 1    | Datei hochladen | 2 Schwarzkiefern (Pinus nigra) | 530 | Wien, Hofjägerstraße Standort                                                                  | |        |            |
| 1    | Datei hochladen | Blutbuche (Fagus sylvatica „Atropunicea“)                                                                                                  | 576 | Wien, Hadikgasse 72 Standort                                                                   | Die Rotbuche stockt an der Rückseite des Wagner-Gedenkhauses im nördlich gelegenen Gartenteil. Es handelt sich um ein besonders schön entwickeltes und gesundes Exemplar, dessen Erhaltung geboten erscheint. |        |            |
| 1    | Datei hochladen | Platane (Platanus x hybrida) | 577 | Wien, Hadikgasse 72 Standort                                                                   | |        |            |
| 1    | Datei hochladen | 2 Eschen (Fraxinus excelsior), Sommerlinde (Tilia platyphyllos)                                                                            | 603 | Wien, Freyenthurmgasse/Steinböckengasse Standort                                               | |        |            |
| 1    | Datei hochladen | 2 Eiben (Taxus baccata) | 608 | Wien, Hauptstraße 80 KG: Hadersdorf GrStNr: 61/3 Standort                                      | Die beiden Europäischen Eiben sind zwei selten schöne und starke Exemplare mit einem Stammumfang von 213 und 131 cm. Die mächtigere der beiden Eiben teilt sich in rund 2 m Höhe in mehrere Stämme. |        | 16.01.1975 |
| 1    | Datei hochladen | 7 Bäume | 610 | Wien, Penzinger Straße 114 Standort                                                            | Aufgrund von vielen Bauprojekten in dem betroffenen Areal wurden ursprünglich 15 Bäume unter Schutz gestellt, damit die „zu erwartende Schmälerung der Grünflächen dieses Ortsteiles gemildert werden.“ Bei den sieben noch erhaltenen Bäumen handelt es sich um zwei Europäische Eiben (Taxus baccata), zwei Spitzahorn (Acer platanoides), zwei Gemeine Eschen (Fraxinus excelsior) und einen Bergahorn (Acer pseudoplatanus). |        |            |
| 1    | Datei hochladen | Heschteich | 647 | Wien, Heschweg Standort                                                                        | |        |            |
| 1    | Datei hochladen | Eichen-Hainbuchenbestand samt Umgebung | 703 | Wien, Karl Bekehrty-Straße/Eichbachgasse Standort                                              | |        |            |
| 1    | Datei hochladen | 1 Zerreiche (Quercus cerris) | 709 | Wien, Steinhofgründe KG: Hütteldorf Standort                                                   | Die mehrstämmige Zerreiche (Quercus cerris) steht neben einem Stadel und ist mehr als 100 Jahre alt. Sie erreicht eine Höhe von 15 bis 20 m. |        | 02.09.1983 |
| 0 BW | Datei hochladen | Bergulme (Ulmus glabra) | 715 | Wien, Baumgartenstraße 11 Standort                                                             | |        |            |
| 1    | Datei hochladen | Salzwiese | 719 | Wien, nördlich Hüttergasse Standort                                                            | Die Salzwiese liegt südlich des Kolbeterbergs. Sie beherbergt mehrere geschützte Pflanzen wie der Sibirische Schwertlilie oder die Wiesensumpfwurz. Ein Tümpel ist Lebensraum für Springfrosch, Feuersalamander, Blindschleiche, Zauneidechse und Äskulapnatter. Zudem kommen auf der Wiese 13 verschiedene Singvogelarten sowie Fledermäuse und Feldhasen vor. |        | 04.06.1986 |
| 1    | Datei hochladen | Blutbuche (Fagus sylvatica („Atropunicea“))                                                                                                | 771 | Wien, Cumberlandstraße 85/Weinzierlgasse Standort                                              | |        |            |
| 1    | Datei hochladen | Winterlinde (Tilia cordata) | 779 | Wien, Mühlbergstraße 7 Standort                                                                | |        |            |
| 0 BW | Datei hochladen | Buchsbaum (Buxus sempervirens) | 798 | Wien, Cumberlandstraße 71 KG: Penzing GrStNr: 555/53 Standort                                  | Gewöhnlicher Buchsbaum Buxus sempervirens 1 Der einstämmige ca. 90 Jahre alte Buchsbaum steht in einem Innenhof eines Mietshauses, welches vor dem 1. Weltkrieg erbaut wurde. Der Hof besteht in erster Linie aus einer naturbelassenen Wiese samt älteren Bäumen im Randbereich. Der gewöhnliche Buchsbaum stellt auf Grund des Kriteriums der Seltenheit bezüglich Größe und Alter sowie Einstämmigkeit ein schützenswertes Naturgebilde dar. Einer Unterschutzstellung steht auch die Schiefwüchsigkeit des Baumindividuum nicht entgegen. |        | 27.03.2007 |
| 0 BW | Datei hochladen | Magnolie (Magnolia x hybrida) | 804 | Wien, Ameisgasse 22 KG: Penzing GrStNr: 474/4 Standort                                         | Die Magnolie (Magnolia x hybrida)teilt sich in rund 0,9 m Höhe und wies zum Untersuchungszeitpunkt einen Stammumfang von 0,8 bzw. einen Kronendurchmesser von ca. 10 m und eine Höhe von etwa 8 m. Das Alter wurde auf 70 bis 80 Jahren geschätzt. |        | 04.05.2007 |
| 1    | Datei hochladen | Stieleiche (Quercus robur) | 822 | Wien, Steinböckengasse 100 KG: Hütteldorf GrStNr: 674/134 Standort                             | |        | 09.11.2010 |
| 1    | Datei hochladen | Urweltmammutbaum (Metasequoia glyptostroboides)                                                                                            | 825 | Wien, Keilstraße 7 KG: Hadersdorf GrStNr: 493/1 Standort                                       | Der Urweltmammutbaum stellt auf Grund des besonderen Gepräges, das er der Landschaftsgestalt verleiht und auf Grund der Seltenheit, ein schützenswertes Naturgebilde dar. |        | 19.12.2011 |
| 0 BW | Datei hochladen | Winterlinde (Tilia cordata) | 854 | Wien, Schleusenstraße 1A KG: Hadersdorf GrStNr: .211 Standort                                  | Eine ca. 150 Jahre alte und 23 Meter hohe Linde mit besonders ausladender Krone, die an ein Landschaftsbild der Spätromantik erinnert. |        | 06.12.2020 |
| 0 BW | Datei hochladen | Ginkgo (Ginkgo biloba) | 858 | Wien, Sofienalpenstraße 3 KG: Hadersdorf GrStNr: 260 Standort                                  | Schützenswert wegen seines besonderen Gepräges |        | 28.10.2022 |

## Ehemalige Naturdenkmäler
| Foto |                 | Name                                         | ID    | Standort                                                      | Beschreibung | Fläche | Datum      |
| ---- | --------------- | -------------------------------------------- | ----- | ------------------------------------------------------------- | --- | ------ | ---------- |
| 1    | Datei hochladen | Blutbuche (Fagus sylvatica „Atropunicea“)    | 520/A | Wien, Postgasse 13 Standort                                   | Anmerkung: 2021 auf wien.gv.at nicht mehr vorhanden. |        |            |
| 0 BW | Datei hochladen | Schwarzpappel (Populus nigra)                | 194   | Wien, Linzer Straße 429 KG: Hütteldorf GrStNr: 422/1 Standort | Die Schwarz-Pappel (Populus nigra) befinden sich zusammen mit zahlreichen weiteren Naturdenkmälern in der Parkanlage des Miller-von-Aichholz-Schlössels.Anmerkung: 2021 auf wien.gv.at nicht mehr vorhanden.                                         |        | 04.09.1941 |
| 1    | Datei hochladen | Baumhasel (Corylus colurna)                  | 199   | Wien, Linzer Straße 429 Standort                              | Anmerkung: 2021 auf wien.gv.at nicht mehr vorhanden. |        |            |
| 0 BW | Datei hochladen | Feldulme (Ulmus minor)                       | 196   | Wien, Linzer Straße 429 KG: Hütteldorf GrStNr: 423/1 Standort | Die beiden Feldulme (Ulmus minor) befindet sich zusammen mit zahlreichen weiteren Naturdenkmälern in der Parkanlage des Miller-von-Aichholz-Schlössels.Anmerkung: 2021 auf wien.gv.at nicht mehr vorhanden.                                          |        | 04.09.1941 |
| 1    | Datei hochladen | Rosskastanie (Aesculus hippocastanum)        | 598   | Wien, Onno Klopp-Gasse Standort                               | Anmerkung: 2021 auf wien.gv.at nicht mehr vorhanden. |        |            |
| 1    | Datei hochladen | Eingriffeliger Weißdorn (Crataegus monogyna) | 707   | Wien, Steinhofgründe KG: Hütteldorf GrStNr: 640/10 Standort   | Der Eingriffelige Weißdorn (Crataegus monogyna) wies zum Untersuchungszeitpunkt einen Kronendurchmesser von rund 10 m und eine Höhe von etwa 9 m auf.Anmerkung: 2021 auf wien.gv.at nicht mehr vorhanden.                                            |        | 02.09.1983 |
| 1    | Datei hochladen | 1 Zerreiche (Quercus cerris)                 | 708   | Wien, Steinhofgründe KG: Hütteldorf GrStNr: 640/10 Standort   | Das Naturdenkmal, eine Zerreiche (Quercus cerris) war ein doppelstämmiges Exemplar mit einer Höhe von rund 20 m und einem geschätzten alter von mehr als 100 Jahren.Anmerkung: 2021 auf wien.gv.at nicht mehr vorhanden. (Baum existiert nicht mehr) |        | 02.09.1983 |
| 1    | Datei hochladen | Blutbuche (Fagus sylvatica („Atropunicea“))  | 746   | Wien, Bahnhofstraße 16–18 Standort                            | Anmerkung: 2021 auf wien.gv.at nicht mehr vorhanden. |        |            |

| Foto:                    | Fotografie des Naturdenkmals. Klicken des Fotos erzeugt eine vergrößerte Ansicht. Daneben finden sich zwei Symbole: \| Weitere Bilder vorhanden \| Das Symbol bedeutet, dass weitere Fotos des Objekts verfügbar sind. Durch Klicken des Symbols werden sie angezeigt. \| \| Eigenes Foto hochladen \| Durch Klicken des Symbols können weitere Fotos des Objekts in das Medienarchiv Wikimedia Commons hochgeladen werden. \| |
| Name:                    | Bezeichnung des Naturdenkmals laut offiziellen Quellen |
| ID                       | Identifikator |
| Standort:                | Es ist die Gemeinde und falls vorhanden die Adresse angegeben. Darunter sind die Katastralgemeinde (KG) und die Grundstücksnummer angeführt. Durch Aufruf des Links Standort wird die Lage des Denkmals in verschiedenen Kartenprojekten angezeigt. |
| Beschreibung             | Kurze Beschreibung des Naturdenkmals |
| Fläche                   | Fläche des Naturdenkmals in Hektar (ha) |
| Datum                    | Datum oder Jahr der Unterschutzstellung |
| Weitere Bilder vorhanden | Das Symbol bedeutet, dass weitere Fotos des Objekts verfügbar sind. Durch Klicken des Symbols werden sie angezeigt. |
| Eigenes Foto hochladen   | Durch Klicken des Symbols können weitere Fotos des Objekts in das Medienarchiv Wikimedia Commons hochgeladen werden. |